# Lounis Aït Menguellet
 (avril 2025).
Motif : Une source
- Archive Wikiwix
- Bing
- Cairn
- DuckDuckGo
- E. Universalis
- Gallica
- Google
- G. Books
- G. News
- G. Scholar
- Persée
- Qwant
- (zh) Baidu
- (ru) Yandex
- (wd) trouver des œuvres sur Wikidata

| 1. | Préciser le motif de la pose du bandeau. | Précisez le motif de la pose du bandeau en utilisant la syntaxe suivante : {{admissibilité à vérifier\|date=juin 2025\|motif=remplacez ce texte par le motif}}                             |
| 2. | Informer les utilisateurs concernés.     | Pensez à avertir le créateur de l'article, par exemple, en insérant le code ci-dessous sur sa page de discussion : {{subst:avertissement admissibilité à vérifier\|Lounis Aït Menguellet}} |

Pour les articles homonymes, voir Lounis et Menguellet.
Lounis Aït Menguellet, (en kabyle: Lewnis At Mengellat, en tifinagh : ⵍⵓⵏⵉⵙ ⴰⵜ ⵎⴻⵏⴳⴻⵍⴰⵜ) et de son vrai nom Abdenbi Aït Menguellet  né le 17 janvier 1950 à Ighil Bouammas dans la commune d'Iboudraren, daïra de Ath Yenni en Algérie est un poète et chanteur algérien d'expression kabyle.
Lounis Aït Menguellet est certainement l'un des artistes les plus populaires de la chanson berbère contemporaine, un poète qui est devenu l'un des symboles de la revendication identitaire berbère. À propos des évènements qui ont secoué la région de Kabylie ces dernières années, il dit que, égale à elle-même, la région est un bastion de la contestation et qu’elle a toujours été à l'avant-garde des luttes. « Je parle de la kabylie à ma façon, afin d’apporter quelque chose pour que les choses évoluent », avant de s’empresser d'ajouter qu'il ne fait jamais de politique.
Nombreux sont ceux qui considèrent que la carrière de Lounis Aït Menguellet peut être scindée en deux parties selon les thèmes traités : la première, plus sentimentale de ses débuts, où les chansons sont plus courtes et la seconde, plus politique et philosophique, caractérisée par des chansons plus longues et qui demandent une interprétation et une lecture plus approfondie des textes. Ay agu (Brume), Iḍul s anga a nruḥ (Le chemin est long), Nekwni s warrac n Ledzayer (Nous, les enfants d’Algérie) : Aït Menguellet choisit délibérément dans ses concerts récents de chanter ces poèmes, plus longs et plus composés, comme une invitation lancée à son public à une réflexion et à une découverte.
En présentant son nouvel album à la presse, le 16 janvier 2005, à la veille de sa sortie le jour de son cinquante-cinquième anniversaire, à la Maison de la Culture de Tizi Ouzou, Lounis a fait remarquer que « l'artiste ne fait qu’attirer l’attention des gens sur leur vécu et interpeller leur conscience. C’est déjà une mission et je ne me crois pas capable d’apporter les solutions aux problèmes. » Aigri [réf. nécessaire] par la situation sociale et politique de son pays déchiré, Lounis puise de moins en moins dans son répertoire de chansons sentimentales qui ont caractérisé ses débuts.

## Biographie

### Une enfance marquée par la guerre d'indépendance
Dernier né d’une famille de six enfants – il a trois sœurs et deux frères –, Lounis Aït Menguellet naît dans le village Ighil Bouammas, commune d'Iboudraren, dans la daïra d' Aït Yenni près de Tizi Ouzou en Haute Kabylie le 17 janvier 1950, un peu plus de quatre ans avant le déclenchement d'une guerre d'indépendance qui apportera, après sept années d'une guerre sans merci, l'indépendance à son pays.

### Le sage a dit

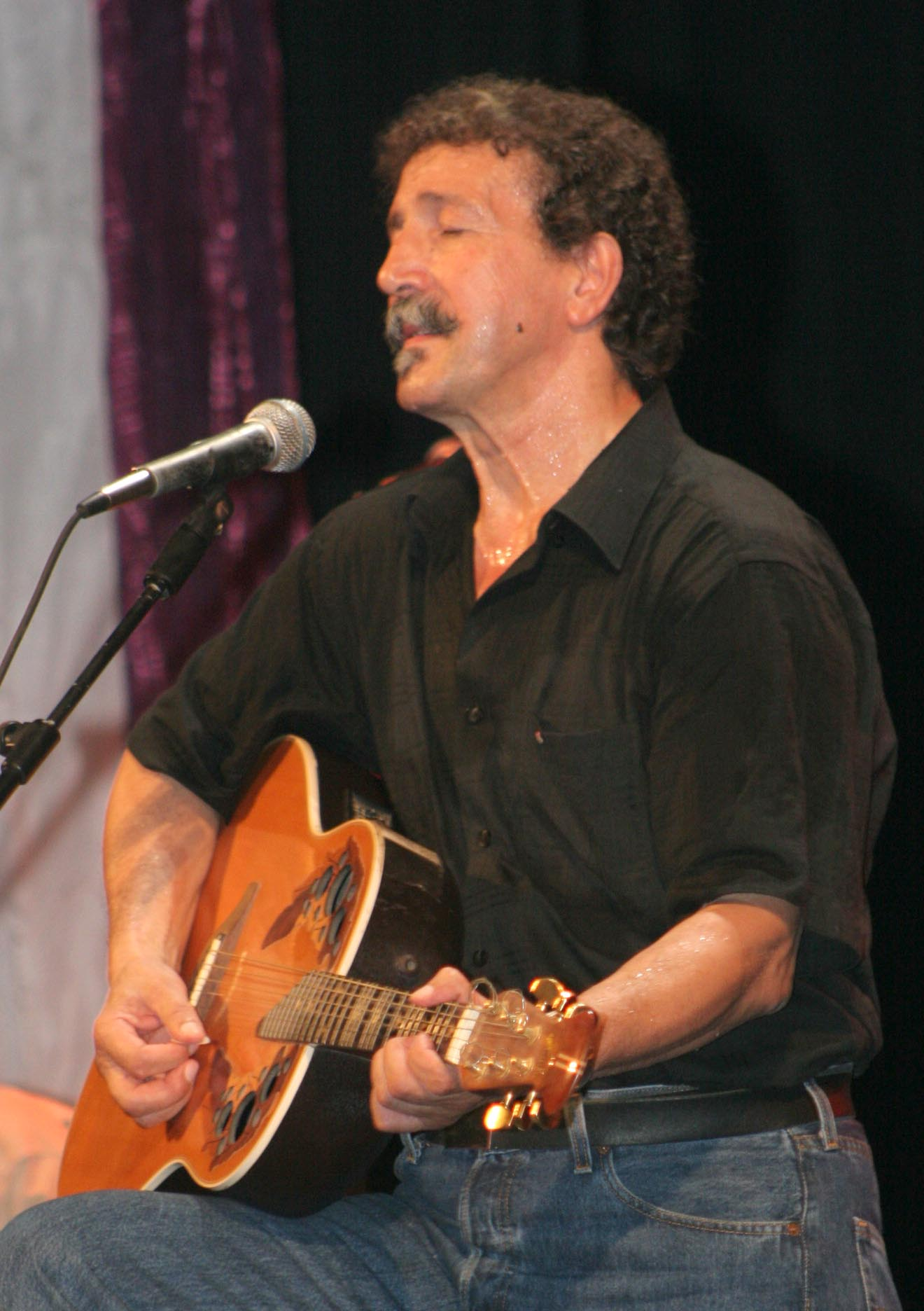
Lounis Aït Menguellet

Après près de quarante ans de carrière, plus de 200 chansons produites (il affirme être incapable lui-même d'en donner le nombre exact) et une notoriété bien établie, Lounis Aït Menguellet est toujours resté « ce campagnard fier », « ce montagnard au fort caractère », essayant de couler des jours paisibles dans son village d'Ighil Bouammas près de Tizi Ouzou. « La vie au village n’est pas aussi ennuyeuse qu’on le pense. Le village où l’on est né présente des attraits que d’autres personnes ne peuvent pas voir. Le fait de me réveiller le matin et de voir la même montagne depuis que je suis né m’apporte toujours quelque chose. » 
Victime d'un lynchage médiatique en 2001, lié à la situation difficile que connait l'Algérie depuis le début des années 1990, il écrit deux ans plus tard Neğayawen amkan (Nous vous cédons la place), qui est censée être une chanson-réponse à cet évènement dont il refuse de parler.
En 2005, il sort un nouvel album Yennad Umɣar (Le sage a dit), et fait remarquer que la sagesse qu’il chante dans ses chansons est puisée chez les petites gens qu’il côtoie. Le titre le plus long de l'album – il dure 8 min 22 s – Assendu n waman (Les brasseurs d'eau) dénonce à la fois les manipulateurs d’opinion qui ont un rang officiel, mais également, toutes les voix officieuses, partisanes, généralement adeptes de la politique politicienne. Lounis constate que les brasseurs de vent « viennent, promettent. Et reviennent, oublient. Et disent, c’est ainsi que se font les choses. » Nul acteur politique n’est épargné, et c’est justement ce que certains reprochent à Aït Menguellet : son manque d’engagement. Il rétorque qu’il n’est pas chanteur engagé par vocation. Lui, il est humaniste, rebelle, observateur et porte-voix des petites gens, des humbles, de toutes ces voix écrasées par toutes sortes d’hégémonies, que l'on ne laisse jamais s'exprimer.

### Un poète à la voix envoûtante
Ni philosophe, ni penseur, tout juste poète (« on me le dit si souvent que je commence à y croire »), Lounis Aït Menguellet s'interdit, dans ses chansons, de donner des leçons. « Je ne fais que de l’observation. Elle peut être juste ou fausse. Mes mots ne sont pas des vérités générales. Mais, quand je les dis, ça me fait du bien. » Avec des mots simples, il raconte la vie des gens simples qu'il côtoie, et sait transmettre une émotion qui touche un public de plus en plus nombreux, qui se presse à ses concerts. Et, avec modestie, il ajoute : « Je suis un homme ordinaire, plus ordinaire que les ordinaires. »
La voix envoûtante et profonde de Lounis Aït Menguellet porte un chant qui vient du fond des âges ; c'est celle des troubadours du Moyen Âge, celle des musiciens traditionnels de tous les peuples qui ont su préserver leur âme. Par sa seule magie, cette voix chaude transporte ceux qui l'écoutent au cœur de la Kabylie. Troubadour, chanteur-compositeur, Aït Menguellet perpétue cette tradition orale des montagnes kabyles qu'a si bien mise en évidence avant lui le grand poète Si Mohand, décédé en 1906, et qu'a chantée Taos Amrouche, sœur du poète Jean Amrouche, décédée en exil, en Tunisie.

### Le chantre de la chanson kabyle

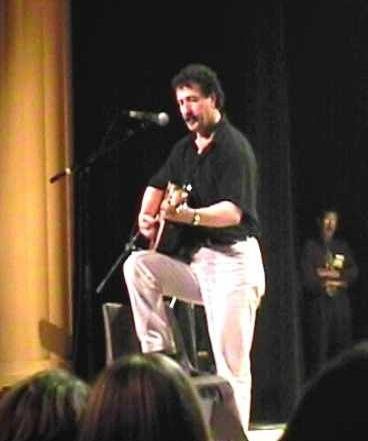
Lounis Aït Menguellet en concert, Roubaix, juin 2003

Lounis Aït Menguellet part sans cesse à la source pour puiser « une prose littéraire orale, cette prose amazigh traditionnelle dans ses différentes formes d’expression autour desquelles a évolué la mémoire collective de la société », fait remarquer Mohammed Djellaoui, auteur d'un essai sur la poésie d'Aït Menguellet, et il ajoute que le poète « met la légende et la vertu au service d’une cause ».
Cette cause, c'est celle de la culture berbère. Longtemps marginalisée, réduite à un genre mineur, la chanson kabyle, grâce à Lounis Aït Menguellet, a renoué avec le fonds traditionnel berbère qu'a chanté avant lui Slimane Azem, interdit d'antenne dans son pays durant plus de vingt-cinq ans. L'auteur de « Asefru » a su créer des formes et des structures propres à sa poésie en jouant sur l’ambiguïté de sens des mots qu'il utilise, permettant une interprétation pluridimensionnelle de la part de ses auditeurs.
En avril 1980, lorsque le wali de Tizi Ouzou décida d'interdire une conférence de l'anthropologue Mouloud Mammeri sur « La poésie ancienne des Kabyles », la population de la ville, puis des régions avoisinantes, sans parler d'Alger, où les Kabyles sont majoritaires, se souleva, à l'appel des étudiants, pour défendre, à travers les poètes anciens, la langue des ancêtres. L'un de ses défenseurs les plus ardents fut Aït Menguellet :
« Reconnais ce qui est tien
Prends garde de ne jamais l'oublier!...
Langue kabyle
Celui qui t'aime
Te sacrifie sa vie
Il te vénère
Et pour toi garde la tête haute
C'est grâce à tes enfants
Que l'Algérie est debout. »
« Pourquoi cette véhémence ? » se demande l'écrivain Kateb Yacine dans la préface qu'il écrivit en 1989 pour le livre de Tassadit Yacine « Aït Menguellet chante », et il répond : « C'est que tamazight, notre langue nationale, depuis des millénaires, est à peine tolérée, pour ne pas dire proscrite, dans l'Algérie indépendante ! ».
La puissance des chansons de Lounis réside dans la qualité de ses textes, la force du verbe : « La paix demande la parole : je suis contrainte de t'abandonner, pays pour qui j'ai l'âme en peine / Ils m'aiment en me comparant à une perdrix / Belle quand je leur sers de festin… », dit l'un de ses textes. Ou cet autre, qui clame : « Nous avons chanté les étoiles, elles sont hors de notre portée / Nous avons chanté la liberté, elle s'avère aussi loin que les étoiles. »
Conscient du rôle essentiel joué par la chanson pour le maintien et la sauvegarde de la langue kabyle, Lounis Aït Menguellet effectue, au travers de ses chansons – dans lesquelles le texte et la langue tiennent une place primordiale – un véritable travail de mémoire pour sa langue maternelle. La défense de sa langue est l'une de ses raisons de vivre : « La chanson a toujours porté à bout de bras l’âme kabyle, l’essence algérienne. Il y a plein de Kabyles qui ont appris leur langue grâce à la chanson ». Les mots du kabyle lui parlent et il continue à en découvrir : « La langue, c’est la mère, la terre. »
Chanteur à textes, Lounis Aït Menguellet n’en a pas moins introduit une recherche musicale plus élaborée dans ses chansons depuis que son fils Djaffar Aït Menguellet, musicien lui-même, fait partie de son orchestre, qui ne dépasse pas quatre membres (deux percussionnistes, un guitariste et son fils qui joue au synthétiseur et à la flûte).
À propos de la chanson kabyle, Lounis Aït Menguellet considère qu'elle se porte plutôt bien, dans la mesure où il y a toujours de jeunes artistes qui émergent. « Il y a d’un côté, la chanson rythmée que demandent les jeunes, mais il y a aussi le texte qui reste une chose fondamentale dans la chanson kabyle», souligne le poète pour qui la chanson engagée est avant tout une liberté d’expression.
De nombreux ouvrages et études ont été consacrés à son œuvre en tamazight, en arabe et en français.

## Prix et récompenses
- Docteur honoris causa de l'université Mouloud Mammeri de Tizi Ouzou (3 octobre 2017)[1].

## Discographie
La discographie de Lounis Ait Menguellet comporte à peu près 222 chansons
- 1967-1974 : Période des 45 Tours, environ 70 titres.

### En tant qu'interprète (chansons écrites parKamel Hamadi)
- Kkreɣ-d wwḍeɣ d ilemẓi
- Yelli-s n medden
- Snat tullas
- Gma-k
- Ay ixef-iw (wten-k leḥyuḍ)
- Sεiɣ lebyan
- Teḥǧeb
- Nekk d tin ḥubbeɣ (avec Nouara)
- Iles n leεbad (avec Anissa Mezaguer)
- Ayɣer i tḍeεfeḍ
- Ay ixef-iw
- Cekren-t medden
- Γas ḍebber felli
- Deg idurar-ihin
- Amuḍin
- A win yettaḍsan